# 노안초등학교 유곡분교
노안초등학교 유곡분교는 전라남도 나주시 노안면 유곡로 524-23 (유곡리)에 있었던 분교이다.

## 연혁
- 1966년 11월 16일 설립인가
- 1967년 3월 1일 노안국민학교 현애분교장 개교
- 1969년 1월 5일 유곡국민학교로 승격
- 1984년 3월 1일 노안국민학교 유곡분교장 격하
- 1996년 3월 1일 노안초등학교 유곡분교로 개칭
- 2004년 3월 1일 유곡분교장 통합